# 207
Het jaar 207 is het 7e jaar in de 3e eeuw volgens de christelijke jaartelling.

## Gebeurtenissen

### Brittannië
- De Picten in Schotland voeren hevige aanvallen uit op de Muur van Hadrianus en plunderen de bevoorradingsposten van het Romeinse leger.

### Parthië
- Vologases VI (r. 207-228) volgt zijn vader Vologases V op en regeert over het Parthische Rijk. Zijn jongere broer Artabanus IV heerst als vazalkoning over Medië.

### China
- Sun Quan, markies van het koninkrijk Wu, geeft zijn krijgsheer Zhou Yu opdracht om een offensief voor te bereiden om de Chinese provincie Jing binnen te vallen.

### Godsdienst
- Tertullianus sluit zich aan bij de montanisten.

## Geboren
- Liu Shan, laatste keizer van het koninkrijk Shu (overleden 271)

## Overleden
- Hua T'o (97), Chinees arts
- Vologases V, koning van Parthië

## Verschenen
- Tertullianus publiceert zijn boekwerk: Adversus Marcionem (Tegen Marcion), hierin beschrijft hij zijn verzet tegen de ketterij van Marcion van Sinope